# Jean Beneyton
Pour les articles homonymes, voir Beneyton.
 (mars 2022).
 (mars 2022).
Jean Beneyton (né le 28 février 1930 à Saint-Étienne et mort le 4 mars 2015 à Laragne-Montéglin) est un bandit français. Très connu dans le milieu  sous les noms de Gros But et de Jeannot 3 Doigts, il est notamment connu pour avoir été l’un des membres éminent du Gang des Lyonnais, pour avoir orchestré le 20 juillet 1975, la mutinerie de la prison de Nîmes et pour sa participation à l’assassinat de Charles Palinski.

## Actualité[Quand?]
Avec Jeannot Trois Doigts, l’empreinte d’un bandit, livre publié en ce début d’année et dans lequel il parle pour la première fois de son passé agité, Jean Beneyton semblait vouloir tourner la page. En racontant avec honnêteté et humour, une enfance tumultueuse, l’armée, les braquages, les règlements de compte, la prison, les QHS, les mutineries, l’assassinat de Charles Palinski, mais aussi la vie quotidienne en prison et ses tentatives de réinsertion, il donnait l’impression d’en avoir fi ni avec tout cela.
Pourtant, encore une fois, sans doute la dernière, Jeannot Trois Doigts, comme on l’appelle dans le milieu, a replongé. À 78 ans, il est à nouveau incarcéré depuis le mois de novembre. Son erreur : avoir, pour la première fois de sa vie, servi de mule à des trafiquants de drogue dans le seul but de s’assurer une fin de vie décente.
Une dernière qu’il paye au prix fort ! Lui qui, de lui-même, confiait ne plus avoir sa place dans le milieu, se l’est vu signifier de la manière la plus violente qui soit par l’un de ses codétenus. Malgré la surveillance de l’administration pénitentiaire et ses amitiés dans le milieu, Jeannot vient d’être poignardé dans la prison toute neuve de Toulon. Après plus de 30 ans passés en cellule, a-t-il fait l’objet cette fois-ci « d’une mise à l’amende », a-t-il trop parlé dans le livre qui lui est consacré et certaines de ses vielles relations veulent-elles qu’il se taise ?
C’est une péripétie de plus dans la vie troublée de cet ex-bandit dont le seul but est aujourd’hui de passer ses vieux jours auprès de sa famille.

## Le Livre

### La Démarche
À 78 ans, Jeannot Trois Doigts vient d’être à nouveau incarcéré. Avant de se retrouver une fois de plus en cellule, il a tenu à laisser le témoignage d’une vie insoumise et marginale. Ce personnage digne d’un film de Melville est sans doute l’un des derniers représentants du grand banditisme « classique ». Un des derniers survivants de la voyoucratie d’après-guerre, celle qui a fait rêver tant de monde, à commencer par les romanciers et les cinéastes. Pourtant le monde qu’a côtoyé Jean Beneyton pendant plus de 60 ans n’a rien d’une belle histoire, mais c’est celle-là qu’il a choisie aujourd’hui de raconter. Dans ce livre de confidences destinées en premier lieu à sa famille et à ses anciens amis, il raconte tout de son passé à Éric Garnier. Les braquages, le racket, les règlements de compte, la prison … Il ne cache rien. Pour la première fois de sa vie, il parle. Il raconte une histoire pas comme les autres. Un document parfois dérangeant, mais très humain.

### Le pitch
Le gang des Lyonnais, l’affaire Palinski, le gang des coffres forts, et ce ne sont que des exemples parmi tant d’autres, Jean Beneyton aura été de tous les coups. Connu dans le « milieu » sous le nom de Jeannot Trois Doigts depuis qu’il s’est fait arracher les deux autres en cherchant à protéger le dangereux Nonoeil, son ami, il est aujourd’hui l’un des derniers représentants du grand banditisme. Un des derniers survivants de la voyoucratie d’après guerre, celle qui a fait rêver tant de monde, à commencer par les romanciers et les cinéastes. Pourtant le monde qu’a côtoyé Jean Beneyton pendant plus de 60 ans n’a rien d’une belle histoire, mais c’est celle-là qu’il a choisi aujourd’hui de raconter. Dans un livre paru aux Éditions Darnetalaises, il raconte tout de son passé à Éric Garnier. Les braquages, le racket les règlements de compte, la prison, et l’assassinat de Charles Palinski, il ne cache rien.